# Иван Хетрих
Иван Хетрих (хрв. Ivan Hetrich; Винковци, 25. октобар 1921 — Стубичке Топлице, 5. април 1999) је био југословенски и хрватски филмски, позоришни и ТВ редитељ.

## Биографија
Дипломирао је режију на Академији драмских умјетности у Загребу. Од 1946. био је спикер, известилац, адаптирао романе и приповетке, те режирао око 80 драма на Радио Загребу. Од 1956, на Телевизији Загреб, којој је један од утемељитеља, радио је  као спикер, известилац, водитељ (нпр. филмска емисија Екран на екрану и 3, 2, 1… крени, те квизови Квискотека и Бројке и Слова) и редитељ око 80 ТВ драма и две ТВ серије (Куда иду дивље свиње и Капелски кресови) које су међу најпознатијим икад снимљеним на Телевизији Загреб. Режирао је и око 12 позоришних представа у загребачким, карловачким и суботичким позориштима. Пет година је био драматург у Зора филму, спикер у око 100 документарних филмова, режирао дугометражни филм за децу Велико путовање (1958) и више краткометражних играних, документарних и наменских филмова.